# Sporophila intermedia
Sporophila intermedia là một loài chim trong họ Thraupidae.